# Mokjong de Goryeo
Mokjong de Goryeo (5 de julio de 980 – 2 de marzo de 1009) fue el séptimo gobernante de la dinastía Goryeo de Corea. Gobernó desde el 29 de noviembre de 997 hasta su asesinato a manos del general Gang Jo, el 2 de marzo de 1009.

## Biografía
Mokjong fue el primogénito del rey Gyeongjong y su tercera esposa, la reina Heonae. El nombre de nacimiento de Mokjong era Wang Song ((en coreano): 왕송).
A los 17 años de edad, Mokjong se convirtió en gobernante de Corea el 29 de noviembre de 997, después de la muerte de Seongjong, su predecesor. En el primer año de su reinado, llevó a cabo una reforma agraria. Después, basándose en el sistema de clasificación para empleados estatales presentado por su predecesor 3 años antes, asignó tierras a sus empleados de acuerdo con 18 niveles o clases salariales diferentes. A pesar de que los empleados recibían su salario correspondiente a las tierras que les habían sido asignadas, los arrendamientos de propiedad de las tierras fueron confiscados y administrados por el estado, y se impidió la confiscación directa por parte de los funcionarios. Si un empleado del gobierno con tierras asignadas fallecía, las tierras volvían a ser propiedad del estado. La ley de tierras recientemente introducida impidió que las familias aristocráticas acumularan derechos sobre las tierras para posteriormente pasárselas a sus descendientes.